# بان ناأويوكي
بان ناأويوكي (باليابانية: 塙直之) هو بوشي ‏ وضابط ياباني، ولد في 26 مايو 1567، وتوفي في 1615.